# ويليام إف. غرانت
ويليام إف. غرانت هو عالم نبات كندي، ولد في 20 أكتوبر 1924، وتوفي في 2011.